# Final de la Copa del Rey de fútbol 2017-18
La Final de la Copa del Rey de fútbol 2017-18 fue la 114.ª edición de la definición del torneo y se disputó el 21 de abril de 2018.

## Camino a la final
| Sevilla F. C.           | Sevilla F. C.           | Sevilla F. C.           | Eliminatoria           | F. C. Barcelona         | F. C. Barcelona         | F. C. Barcelona         |
| ----------------------- | ----------------------- | ----------------------- | ---------------------- | ----------------------- | ----------------------- | ----------------------- |
| Rival                   | Resultado               | Resultado               | Fase final             | Rival                   | Resultado               | Resultado               |
| F. C. Cartagena         |                         | 0 – 3 (Ida)             | Dieciseisavos de final | Real Murcia C. F.       |                         | 0 – 3 (Ida)             |
| F. C. Cartagena         |                         | 4 – 0 (Vuelta)          | Dieciseisavos de final | Real Murcia C. F.       |                         | 5 – 0 (Vuelta)          |
| Resultado global: 7 – 0 | Resultado global: 7 – 0 | Resultado global: 7 – 0 | Dieciseisavos de final | Resultado global: 8 – 0 | Resultado global: 8 – 0 | Resultado global: 8 – 0 |
| Cádiz C.F.              |                         | 0 – 2 (Ida)             | Octavos de final       | R.C. Celta de Vigo      |                         | 1 – 1 (Ida)             |
| Cádiz C.F.              |                         | 2 – 1 (Vuelta)          | Octavos de final       | R.C. Celta de Vigo      |                         | 5 – 0 (Vuelta)          |
| Resultado global: 4 – 1 | Resultado global: 4 – 1 | Resultado global: 4 – 1 | Octavos de final       | Resultado global: 6 – 1 | Resultado global: 6 – 1 | Resultado global: 6 – 1 |
| Atlético de Madrid      |                         | 1 – 2 (Ida)             | Cuartos de final       | R.C.D. Español          |                         | 1 – 0 (Ida)             |
| Atlético de Madrid      |                         | 3 – 1 (Vuelta)          | Cuartos de final       | R.C.D. Español          |                         | 2 – 0 (Vuelta)          |
| Resultado global: 5 – 2 | Resultado global: 5 – 2 | Resultado global: 5 – 2 | Cuartos de final       | Resultado global: 2 – 1 | Resultado global: 2 – 1 | Resultado global: 2 – 1 |
| C. D. Leganés           |                         | 1 – 1 (Ida)             | Semifinales            | Valencia C. F.          |                         | 1 – 0 (Ida)             |
| C. D. Leganés           |                         | 2 – 0 (Vuelta)          | Semifinales            | Valencia C. F.          |                         | 0 – 2 (Vuelta)          |
| Resultado global: 3 – 1 | Resultado global: 3 – 1 | Resultado global: 3 – 1 | Semifinales            | Resultado global: 3 – 0 | Resultado global: 3 – 0 | Resultado global: 3 – 0 |

## Partido
| 13    | POR   | David Soria       |     |
| 16    | DEF   | Jesús Navas       |     |
| 25    | DEF   | Gabriel Mercado   |     |
| 5     | DEF   | Clément Lenglet   |     |
| 18    | DEF   | Sergio Escudero   |     |
| 15    | MED   | Steven N'Zonzi    |     |
| 10    | MED   | Éver Banega       |     |
| 17    | MED   | Pablo Sarabia     | 82' |
| 22    | MED   | Franco Vázquez    | 86' |
| 11    | MED   | Joaquín Correa    | 46' |
| 20    | DEL   | Luis Muriel       |     |
| D. T. | D. T. | Vincenzo Montella |     |

| 13    | POR   | Jasper Cillessen  |     |
| 20    | DEF   | Sergi Roberto     |     |
| 3     | DEF   | Gerard Piqué      |     |
| 23    | DEF   | Samuel Umtiti     |     |
| 18    | DEF   | Jordi Alba        |     |
| 14    | MED   | Philippe Coutinho | 82' |
| 5     | MED   | Sergio Busquets   | 76' |
| 4     | MED   | Ivan Rakitić      |     |
| 8     | MED   | Andrés Iniesta    | 88' |
| 10    | DEL   | Lionel Messi      |     |
| 9     | DEL   | Luis Suárez       |     |
| D. T. | D. T. | Ernesto Valverde  |     |

| 23 | DEL | Sandro Ramírez | 46' |
| 3  | MED | Miguel Layún   | 82' |
| 24 | MED | Nolito         | 86' |

| 15 | MED | Paulinho        | 76' |
| 11 | DEL | Ousmane Dembélé | 82' |
| 6  | MED | Denis Suárez    | 88' |

| 14' · 31' · 40' · 52' · 69' | Luis Suárez Lionel Messi Luis Suárez Andrés Iniesta Philippe Coutinho | 0:1 0:2 0:3 0:4 0:5 |

| 34' · 38' · 74' | Gabriel Mercado Sergio Escudero Franco Vázquez |

| 67' · 74' | Andrés Iniesta Sergio Busquets |

| Principal  | Jesús Gil Manzano |
| Asistentes | Nevado Rodríguez  |
|            | Yuste Jiménez     |
| Cuarto     | Del Cerro Grande  |
| Quinto     | Alonso Fernández  |

|                    |     |     |
| Tiros              | 14  | 17  |
| Tiros a puerta     | 5   | 9   |
| Faltas             | 17  | 9   |
| Saques de esquina  | 2   | 7   |
| Penaltis           | 0   | 1   |
| Fueras de juego    | 2   | 4   |
| Posesión del balón | 36% | 64% |

| Alineación inicial |

| 13    | POR   | David Soria       |     |
| 16    | DEF   | Jesús Navas       |     |
| 25    | DEF   | Gabriel Mercado   |     |
| 5     | DEF   | Clément Lenglet   |     |
| 18    | DEF   | Sergio Escudero   |     |
| 15    | MED   | Steven N'Zonzi    |     |
| 10    | MED   | Éver Banega       |     |
| 17    | MED   | Pablo Sarabia     | 82' |
| 22    | MED   | Franco Vázquez    | 86' |
| 11    | MED   | Joaquín Correa    | 46' |
| 20    | DEL   | Luis Muriel       |     |
| D. T. | D. T. | Vincenzo Montella |     |

| 13    | POR   | Jasper Cillessen  |     |
| 20    | DEF   | Sergi Roberto     |     |
| 3     | DEF   | Gerard Piqué      |     |
| 23    | DEF   | Samuel Umtiti     |     |
| 18    | DEF   | Jordi Alba        |     |
| 14    | MED   | Philippe Coutinho | 82' |
| 5     | MED   | Sergio Busquets   | 76' |
| 4     | MED   | Ivan Rakitić      |     |
| 8     | MED   | Andrés Iniesta    | 88' |
| 10    | DEL   | Lionel Messi      |     |
| 9     | DEL   | Luis Suárez       |     |
| D. T. | D. T. | Ernesto Valverde  |     |

| 23 | DEL | Sandro Ramírez | 46' |
| 3  | MED | Miguel Layún   | 82' |
| 24 | MED | Nolito         | 86' |

| 15 | MED | Paulinho        | 76' |
| 11 | DEL | Ousmane Dembélé | 82' |
| 6  | MED | Denis Suárez    | 88' |

| 14' · 31' · 40' · 52' · 69' | Luis Suárez Lionel Messi Luis Suárez Andrés Iniesta Philippe Coutinho | 0:1 0:2 0:3 0:4 0:5 |

| 34' · 38' · 74' | Gabriel Mercado Sergio Escudero Franco Vázquez |

| 67' · 74' | Andrés Iniesta Sergio Busquets |

| Principal  | Jesús Gil Manzano |
| Asistentes | Nevado Rodríguez  |
|            | Yuste Jiménez     |
| Cuarto     | Del Cerro Grande  |
| Quinto     | Alonso Fernández  |

|                    |     |     |
| Tiros              | 14  | 17  |
| Tiros a puerta     | 5   | 9   |
| Faltas             | 17  | 9   |
| Saques de esquina  | 2   | 7   |
| Penaltis           | 0   | 1   |
| Fueras de juego    | 2   | 4   |
| Posesión del balón | 36% | 64% |

| Alineación inicial |

| 13    | POR   | David Soria       |     |
| 16    | DEF   | Jesús Navas       |     |
| 25    | DEF   | Gabriel Mercado   |     |
| 5     | DEF   | Clément Lenglet   |     |
| 18    | DEF   | Sergio Escudero   |     |
| 15    | MED   | Steven N'Zonzi    |     |
| 10    | MED   | Éver Banega       |     |
| 17    | MED   | Pablo Sarabia     | 82' |
| 22    | MED   | Franco Vázquez    | 86' |
| 11    | MED   | Joaquín Correa    | 46' |
| 20    | DEL   | Luis Muriel       |     |
| D. T. | D. T. | Vincenzo Montella |     |

| 13    | POR   | Jasper Cillessen  |     |
| 20    | DEF   | Sergi Roberto     |     |
| 3     | DEF   | Gerard Piqué      |     |
| 23    | DEF   | Samuel Umtiti     |     |
| 18    | DEF   | Jordi Alba        |     |
| 14    | MED   | Philippe Coutinho | 82' |
| 5     | MED   | Sergio Busquets   | 76' |
| 4     | MED   | Ivan Rakitić      |     |
| 8     | MED   | Andrés Iniesta    | 88' |
| 10    | DEL   | Lionel Messi      |     |
| 9     | DEL   | Luis Suárez       |     |
| D. T. | D. T. | Ernesto Valverde  |     |

| 23 | DEL | Sandro Ramírez | 46' |
| 3  | MED | Miguel Layún   | 82' |
| 24 | MED | Nolito         | 86' |

| 15 | MED | Paulinho        | 76' |
| 11 | DEL | Ousmane Dembélé | 82' |
| 6  | MED | Denis Suárez    | 88' |

| 14' · 31' · 40' · 52' · 69' | Luis Suárez Lionel Messi Luis Suárez Andrés Iniesta Philippe Coutinho | 0:1 0:2 0:3 0:4 0:5 |

| 34' · 38' · 74' | Gabriel Mercado Sergio Escudero Franco Vázquez |

| 67' · 74' | Andrés Iniesta Sergio Busquets |

| Principal  | Jesús Gil Manzano |
| Asistentes | Nevado Rodríguez  |
|            | Yuste Jiménez     |
| Cuarto     | Del Cerro Grande  |
| Quinto     | Alonso Fernández  |

|                    |     |     |
| Tiros              | 14  | 17  |
| Tiros a puerta     | 5   | 9   |
| Faltas             | 17  | 9   |
| Saques de esquina  | 2   | 7   |
| Penaltis           | 0   | 1   |
| Fueras de juego    | 2   | 4   |
| Posesión del balón | 36% | 64% |

| Alineación inicial |

| 13    | POR   | David Soria       |     |
| 16    | DEF   | Jesús Navas       |     |
| 25    | DEF   | Gabriel Mercado   |     |
| 5     | DEF   | Clément Lenglet   |     |
| 18    | DEF   | Sergio Escudero   |     |
| 15    | MED   | Steven N'Zonzi    |     |
| 10    | MED   | Éver Banega       |     |
| 17    | MED   | Pablo Sarabia     | 82' |
| 22    | MED   | Franco Vázquez    | 86' |
| 11    | MED   | Joaquín Correa    | 46' |
| 20    | DEL   | Luis Muriel       |     |
| D. T. | D. T. | Vincenzo Montella |     |

| 13    | POR   | Jasper Cillessen  |     |
| 20    | DEF   | Sergi Roberto     |     |
| 3     | DEF   | Gerard Piqué      |     |
| 23    | DEF   | Samuel Umtiti     |     |
| 18    | DEF   | Jordi Alba        |     |
| 14    | MED   | Philippe Coutinho | 82' |
| 5     | MED   | Sergio Busquets   | 76' |
| 4     | MED   | Ivan Rakitić      |     |
| 8     | MED   | Andrés Iniesta    | 88' |
| 10    | DEL   | Lionel Messi      |     |
| 9     | DEL   | Luis Suárez       |     |
| D. T. | D. T. | Ernesto Valverde  |     |

| 23 | DEL | Sandro Ramírez | 46' |
| 3  | MED | Miguel Layún   | 82' |
| 24 | MED | Nolito         | 86' |

| 15 | MED | Paulinho        | 76' |
| 11 | DEL | Ousmane Dembélé | 82' |
| 6  | MED | Denis Suárez    | 88' |

| 14' · 31' · 40' · 52' · 69' | Luis Suárez Lionel Messi Luis Suárez Andrés Iniesta Philippe Coutinho | 0:1 0:2 0:3 0:4 0:5 |

| 34' · 38' · 74' | Gabriel Mercado Sergio Escudero Franco Vázquez |

| 67' · 74' | Andrés Iniesta Sergio Busquets |

| Principal  | Jesús Gil Manzano |
| Asistentes | Nevado Rodríguez  |
|            | Yuste Jiménez     |
| Cuarto     | Del Cerro Grande  |
| Quinto     | Alonso Fernández  |

|                    |     |     |
| Tiros              | 14  | 17  |
| Tiros a puerta     | 5   | 9   |
| Faltas             | 17  | 9   |
| Saques de esquina  | 2   | 7   |
| Penaltis           | 0   | 1   |
| Fueras de juego    | 2   | 4   |
| Posesión del balón | 36% | 64% |

| Alineación inicial |

|                     |
| Bandera de Cataluña |
| Campeón             |
| F.C. Barcelona      |
| 30.º título         |